# Kenneth Street, Jr.
Kenneth Street, Jr. (Berkeley, California, Estados Unidos, 1920 - Paradise, California, 13 de marzo de 2006) fue un químico nuclear estadounidense. Formó parte del equipo que descubrió los elementos de número atómico 97 y 98 (berkelio y californio) en 1949 y 1950.

## Formación académica
Street nació en 1920 en Berkeley, California. Obtuvo su licenciatura en química en 1943 por la Universidad de California, Berkeley. Luego intervino en la II Guerra Mundial como piloto de caza, consiguiendo varios premios, entre ellos la Medalla Aérea y la Cruz de Vuelo Distinguido. [1] Después de la guerra, regresó a Berkeley, obteniendo su doctorado en química nuclear en 1949, con una tesis doctoral titulada "Los isótopos de americio y curio".

## Descubrimiento del berkelio y californio
El trabajo que condujo al descubrimiento de los elementos químicos berkelio y californio se llevó a cabo en el Laboratorio de Radiación (ahora parte del Lawrence Berkeley National Laboratory) junto a Stanley G. Thompson, Glenn T. Seaborg y Albert Ghiorso.

## Carrera profesional
Tras conseguir el doctorado en 1949, fue designado miembro de la Facultad de Química en ese mismo año. De 1952 a 1959, trabajó en el Laboratorio de Radiación Lawrence en Livermore llegando a ser jefe de departamento, director adjunto y subdirector, estando siempre muy ligado a Glenn T. Seaborg, en cuyo laboratorio se descubrirían otros elementos sintéticos además del berkelio y el californio.
A continuación, regresó al departamento de química de Berkeley, donde enseñó y desarrolló trabajos de investigación en espectroscopia de resonancia eléctrica de haces moleculares, química nuclear, y reacciones nucleares, dejándolo de nuevo en 1974 para dedicarse a su trabajo en el Laboratorio Lawrence Livermore, del cual se retiró en el año 1986.
Su interés por la geoquímica le condujo también al estudio de la energía geotérmica y de otras formas de energía.
Tras su jubilación en 1986, se trasladó a Taylorsville, California, en 1997 con su esposa Jane (nacida Armitage). Se habían casado en 1944 y habían tenido dos hijos y una hija. Entre sus aficiones se incluían caminar por la montaña, el excursionismo y la vela. Street murió el 13 de marzo de 2006, en Paradise, California.